# Groene aardleguaan
De groene aardleguaan (Liolaemus tenuis) is een hagedis uit de familie Liolaemidae.

## Naam en indeling
De wetenschappelijke naam van de soort werd voor het eerst voorgesteld door André Marie Constant Duméril en Gabriel Bibron in 1837. Oorspronkelijk werd de wetenschappelijke naam Proctotretus tenuis gebruikt.

### Ondersoorten
Er worden twee ondersoorten erkend die verschillen in uiterlijk en verspreidingsgebied.
| Naam                            | Auteur                  | Typelocatie |
| ------------------------------- | ----------------------- | ----------- |
| Liolaemus tenuis punctatissimus | Müller & Hellmich, 1933 | Lota        |
| Liolaemus tenuis tenuis         | Duméril & Biron, 1837   | Santiago    |

## Uiterlijke kenmerken
De huidkleur is groenzwart gestippeld en gaat vanaf de achterpoten over in blauw met rode stippen en wordt meer rood naar het staarteinde toe. De groene schubben op de rug overlappen elkaar als dakpannen. De onderkant heeft een gele kleur. De lichaamslengte bedraagt 19 tot 31 centimeter.

## Levenswijze
Hun voedsel bestaat voornamelijk uit insecten (vliegen). Ze leven in de bomen en de mannetjes zijn territoriaal ingesteld. Het territorium deelt hij met meerdere vrouwtjes.
De vrouwtjes delen samen een gezamenlijk nest, waarin zo’n 400 eieren worden afgezet onder boomschors.

## Verspreiding en habitat

Verspreidingsgebied van de groene aardleguaan

Deze soort komt voor Zuid-Amerika, met name in Chili en een klein deel van Argentinië. De habitat bestaat uit tropische en subtropische bossen. Er is enige tolerantie voor menselijke bebouwing, die gebruikt wordt als uitkijkplaats. De hagedis is aangetroffen van zeeniveau tot op een hoogte van ongeveer 1800 meter boven zeeniveau.

## Beschermingsstatus
Door de internationale natuurbeschermingsorganisatie IUCN is de beschermingsstatus 'veilig' toegewezen (Least Concern of LC).